# Вологас III од Партије
Вологас III или Вологаз III (грч. Βολογέσης, пар. 𐭅𐭋𐭂𐭔 Walagash; 1. век — 147) је био шаханшах Партије (105—147), ривал својим стричевима Хозроју I (109—129) и Митридату IV (129—140). Током читаве владавине под својом влашћу једино је константно држао источни део Партског царства.

## Биографија
Вологас је био син партског шаханшаха Пакора II, кога је 105. године и наследио на престолу. Том приликом је дошло до сукоба између Вологаса и његовог стрица Хозроја у коме је Партско царство, дефинитивно до 109. године, подељено на два дела. Источни део припао је Вологасу, а западни Хозроју. Обојица су се добро учврстили у својим областима, тако да је држава остала тако подељена у дужем временском периоду. Не постоји општа усаглашеност, али данас се Вологас обично сматра легитимним владарем, а Хозроје узурпатором.
Умешавши се у питања Јерменије 110. године Хозроје је убрзо ступио у рат с Римским царством (114—117) који је довео до привременог губитка Месопотамије и озбиљно уздрмао његову власт. Вологасу је римска инвазија осетно олакшала положај, али ипак није донела одлучујућу превагу. Ипак 121./122. године у Селеукији је кован новац са његовим ликом. Не зна се да ли је у питању био некакав споразум двојице владара или неки продор Вологаса на запад.
Хозроје је умро 129. године. Није најјасније шта се том приликом десило. Неки извори помињу да га је наследио брат Митридат IV. Други пак говоре да је Хозроја поразио Вологас и на кратко ујединио Партско царство, пре него што се против његове власти побунио Митридат IV. У сваком случају, Вологас је 129. године завладао највећим делом царства. Током 130-их потакнути од иберијског краља Фаразмана II, Алани су извршили инвазију на северне делове Партског царства од које је нарочито страдала Медија. Упади су на крају заустављени Вологасовим поклонима нападачима. Изгледа да је шаханшах био натеран на ова попуштања услед рата са Кушанским царством на истоку, у коме је на крају претрпео тежак пораз.
Године 140. Вологас је освојио територије Митридата IV, пошто је исти погинуо у нападу на римску Комагену. Пошто је поразио још једног узурпатора исте те године царство се после три деценије поново нашло под једним владаром. Остатак Вологасове владавине обележила је мирољубива политика у којој се шаханшах није обазирао на кованице римског цара Антонина Пија са натписом „Партија”, а ни на интервенцију истог у Јерменији. Могуће је да је последица тога била војна или финансијска немоћ услед исцрпљености царства константним грађанским ратовима. Вологас III је умро 147. године, а државним ударом га је наследио Митридатов син Вологас IV.